# 카슈미르 계곡

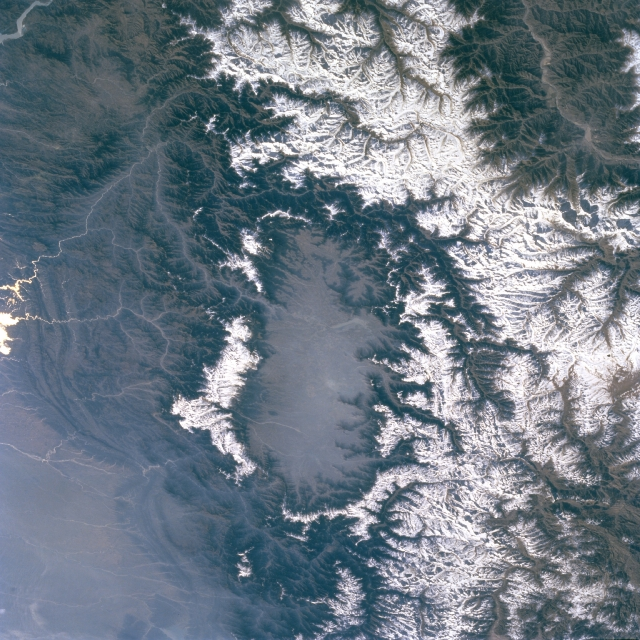
카슈미르 계곡의 위성 사진

카슈미르 계곡(영어: Kashmir Valley)은 카슈미르 지방에 위치한 계곡으로, 인도 정부가 다스리는 지역이다. 남서쪽으로는 피르판잘 산맥이, 북동쪽으로는 히말라야산맥이 지나간다. 길이는 135km, 너비는 32km이며 젤룸강이 따라 흐른다.
한편 이 일대에 해당되는 행정 구역으로는 카슈미르 지방(Kashmir division)이 있으며 인도의 잠무 카슈미르 연방 직할지를 이루는 두 개의 지방 중 하나이다. 카슈미르 지방은 남쪽으로는 잠무 지방을, 동쪽으로는 라다크를 마주하며, 카슈미르 지방의 북부와 서부 경계는 통제선(Line of Control)을 이룬다. 카슈미르 지방에는 아난트낙 구, 바라물라 구, 부드감 구, 반디포레 구, 간데르발 구, 쿠파라 구, 쿨감 구, 풀라마 구, 소피안 구, 스리나가르 구 등 총 여덟 개의 구가 속해 있다.

## 역사

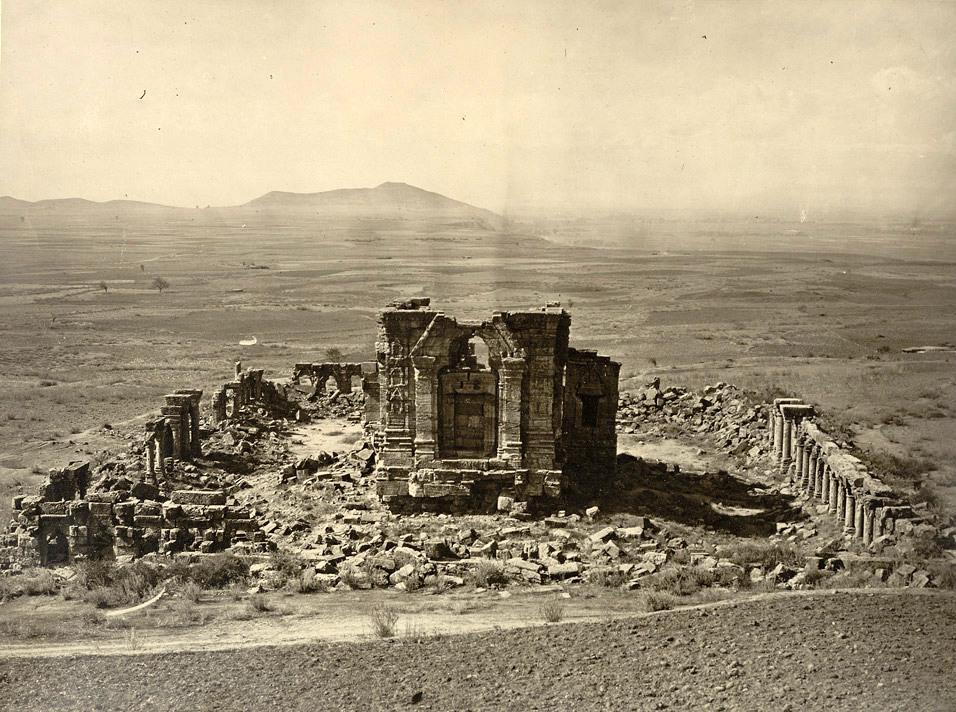
바완 마을 부근에 위치한 마르탄드 사원과 그 주변을 둘러싼 기둥담 유적. 서기 490년경에 세워졌으며 주변 기둥은 693년경에 세워진 것으로 보인다. 1868년 촬영.

카슈미르 계곡에는 기원후부터 여러 종교가 전래되며 그 중심지로 변모하였는데 처음에는 힌두교, 그 다음에는 불교가 자리를 잡았고, 9세기에는 카슈미르 시바교가 도래하였다. 1339년에는 카슈미르 최초의 무슬림 지도자인 샤 미르가 '살라티니카슈미르 왕조' (스와티 왕조)를 세웠다. 이후 500년간 이슬람 왕조가 카슈미르를 지배하였는데 그 중 무굴 제국 (1526-1751)과 아프가니스탄의 두라니 제국 (1747-1820)도 있었다. 1820년에는 란지트 싱이 이끄는 시크교 세력이 카슈미르를 합병하였다.
1846년 제1차 영국-시크 전쟁에서 시크교 세력이 패한 뒤 암리차르 조약으로 영국이 이 일대 지역을 매입하게 되었다. 이후 잠무 카슈미르 번왕국이라는 나라를 세워 잠무 지역의 국왕이었던 굴랍 싱이 다스리게 했다. 영국 왕실에 주권을 넘긴 채 유지되던 왕국은 1947년 서쪽 지역에서 반란이 일어나고, 설상가상으로 파키스탄이 파슈툰족을 부추겨 침공하기에 이른다. 이에 번왕국의 군주는 인도 측과 연방 가입서를 체결해 합류하였으며, 머지않아 셰이크 압둘라 민주정부에 실권을 넘겨주게 되었다.
이러한 일련의 사건으로 인도와 파키스탄 간에 전쟁이 벌어졌다. 이후 1964년 중화인민공화국이 악사이친을 점령하면서 현재는 인도, 파키스탄, 중화인민공화국의 세 나라가 다스리는 분쟁의 중심지가 되었다. 이 중 카슈마르 계곡 일대는 전 지역이 인도가 지배하고 있으며, 그 면적은 15,948km2에 달해 인도 측 점령지 중 15.73%를 차지하고 있다.

## 인구

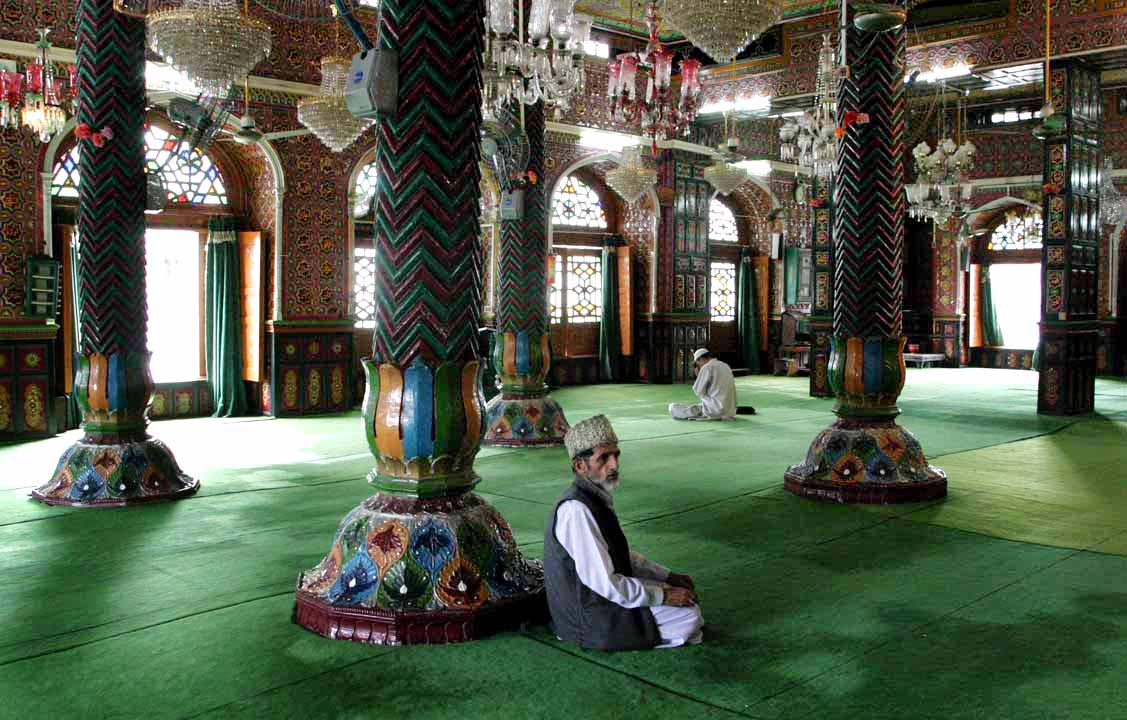
스리나가르의 이슬람 사원

카슈미르 계곡에 사는 주요 민족은 카슈미르인이 있으며 카슈미르어를 쓴다. 그 다음으로는 구자르족, 바카르왈족 등의 소수민족이 있는데 이들은 주로 계곡의 산등성이를 따라 거주한다. 카슈미르 계곡 거주민들의 종교로는 우선 이슬람교가 97.16%로 거의 전부를 차지하며, 나머지 종교로는 힌두교 (1.84%), 시크교 (0.88%), 불교 (0.11%) 등이 있다.
이곳에서 쓰는 주요 언어로는 카슈미르어와 우르두어가 있으며 우르두어가 공식 언어로 지정되어 있다. 이들 언어의 화자 중 다수는 영어를 제2언어로 쓰는 편이다.